# Rejon bajmakski
Rejon bajmakski (ros. Баймакский район) – jeden z 54 rejonów w Baszkirii. Stolicą regionu jest Bajmak.
100% populacji stanowi ludność wiejska, ponieważ w regionie nie ma żadnego miasta.